# St. Vitus (Glött)

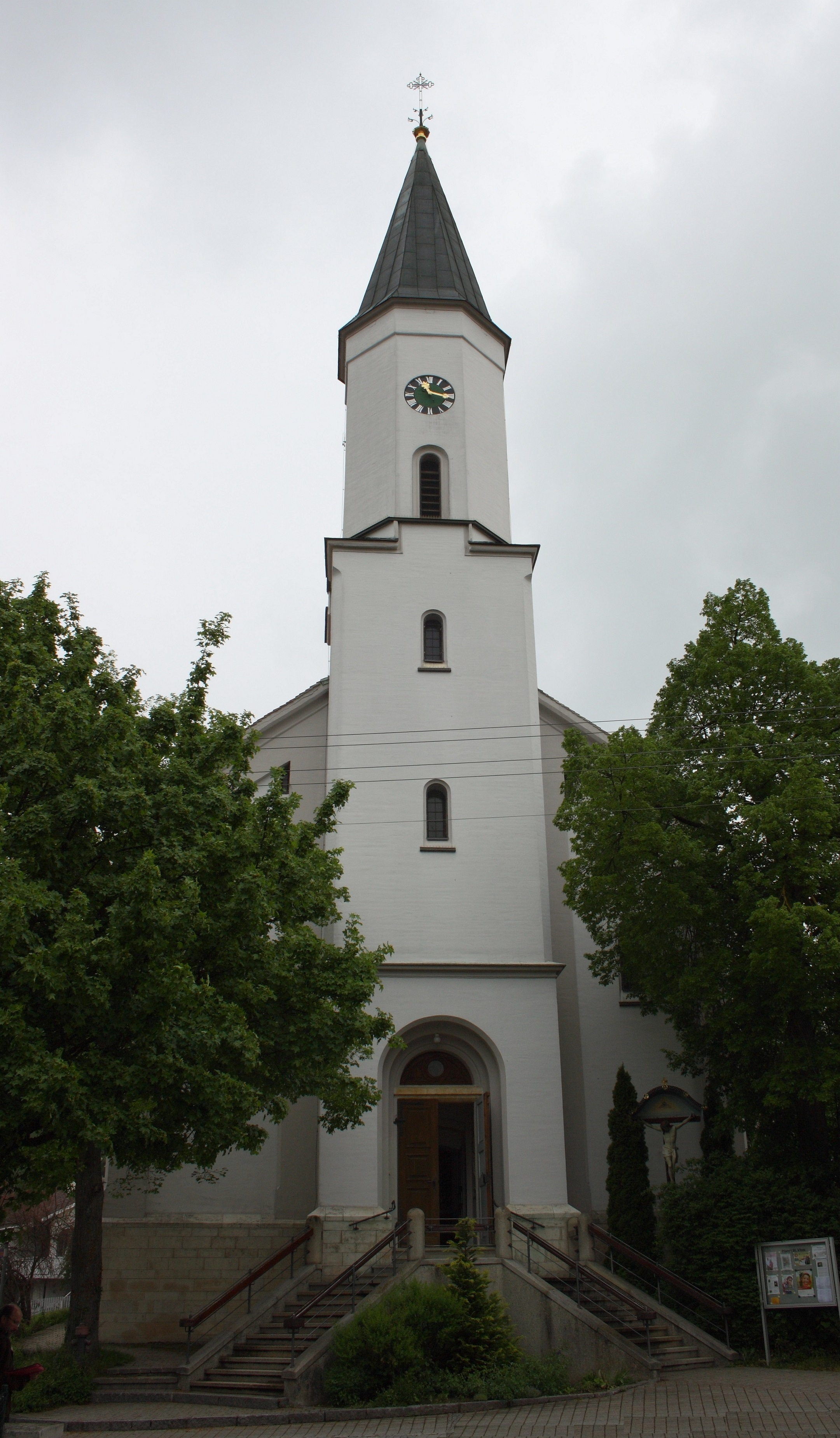
St. Vitus in Glött

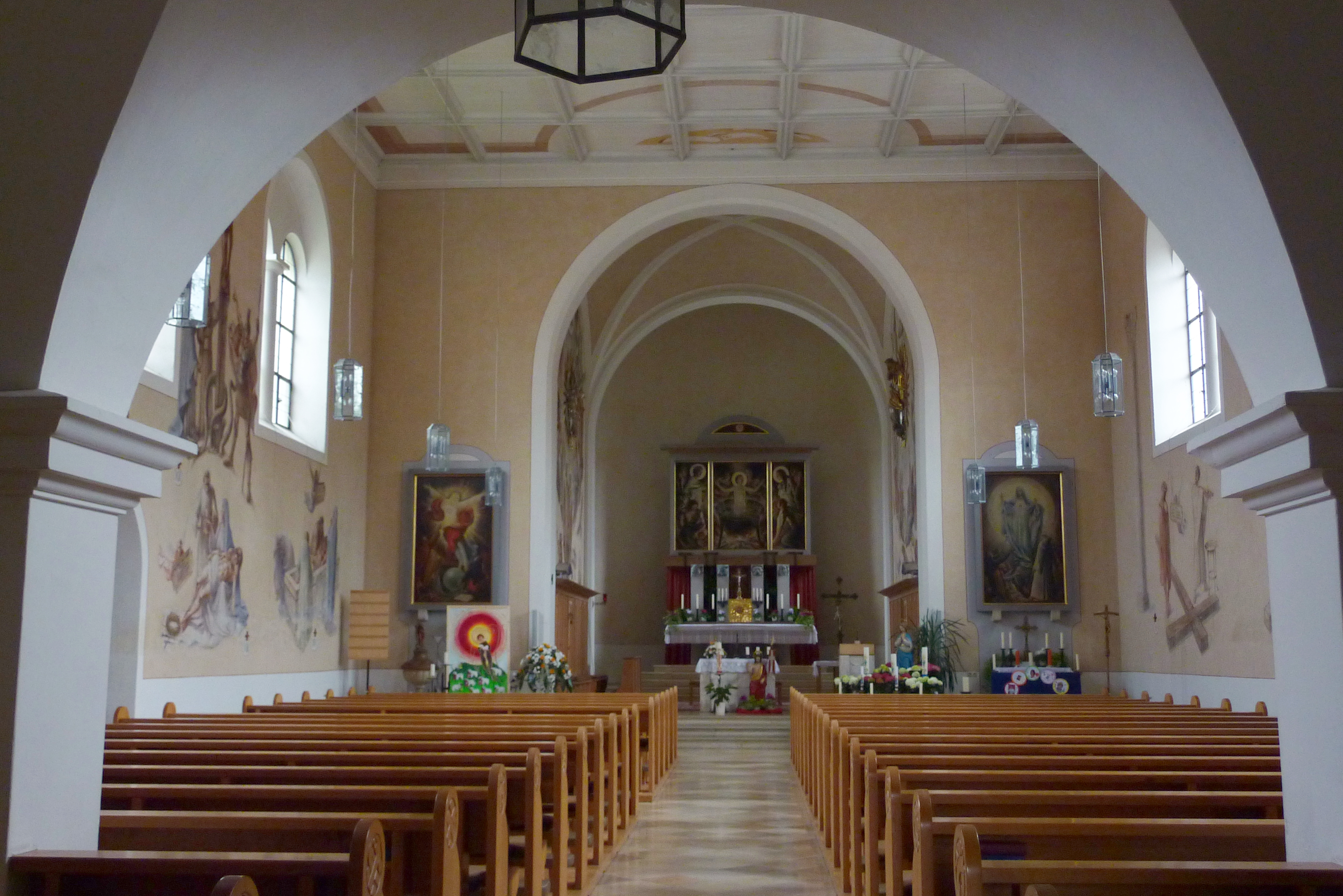
Innenraum

Die römisch-katholische Pfarrkirche St. Vitus steht in Glött im schwäbischen Landkreis Dillingen an der Donau von Bayern. Das Bauwerk ist in der Liste der Baudenkmäler in Glött als Baudenkmal unter der Nr. D-7-73-133-1 eingetragen. Die Kirchengemeinde gehört zum Dekanat Dillingen des Bistums Augsburg.

## Beschreibung
Die 1847 nach einem Plan von Anton Kappeler gebaute Saalkirche im Rundbogenstil besteht aus einem Langhaus, einem eingezogenen, quadratischen Chor im Norden, der sich in einer halbrunden Apsis fortsetzt, und einem Fassadenturm, der im Süden halb in das Langhaus eingestellt ist, auf quadratischem Grundriss. Er wurde mit einem achteckigen Geschoss aufgestockt, das die Turmuhr und den Glockenstuhl mit vier Kirchenglocken beherbergt, und mit einem spitzen Zeltdach bedeckt. Im Vestibül hinter dem Portal, dem Erdgeschoss des Fassadenturms, befindet sich ein Wappenstein für einen Fugger von Kirchberg. Die Orgel stammt von Georg Weishaupt.